# نقره‌کاری

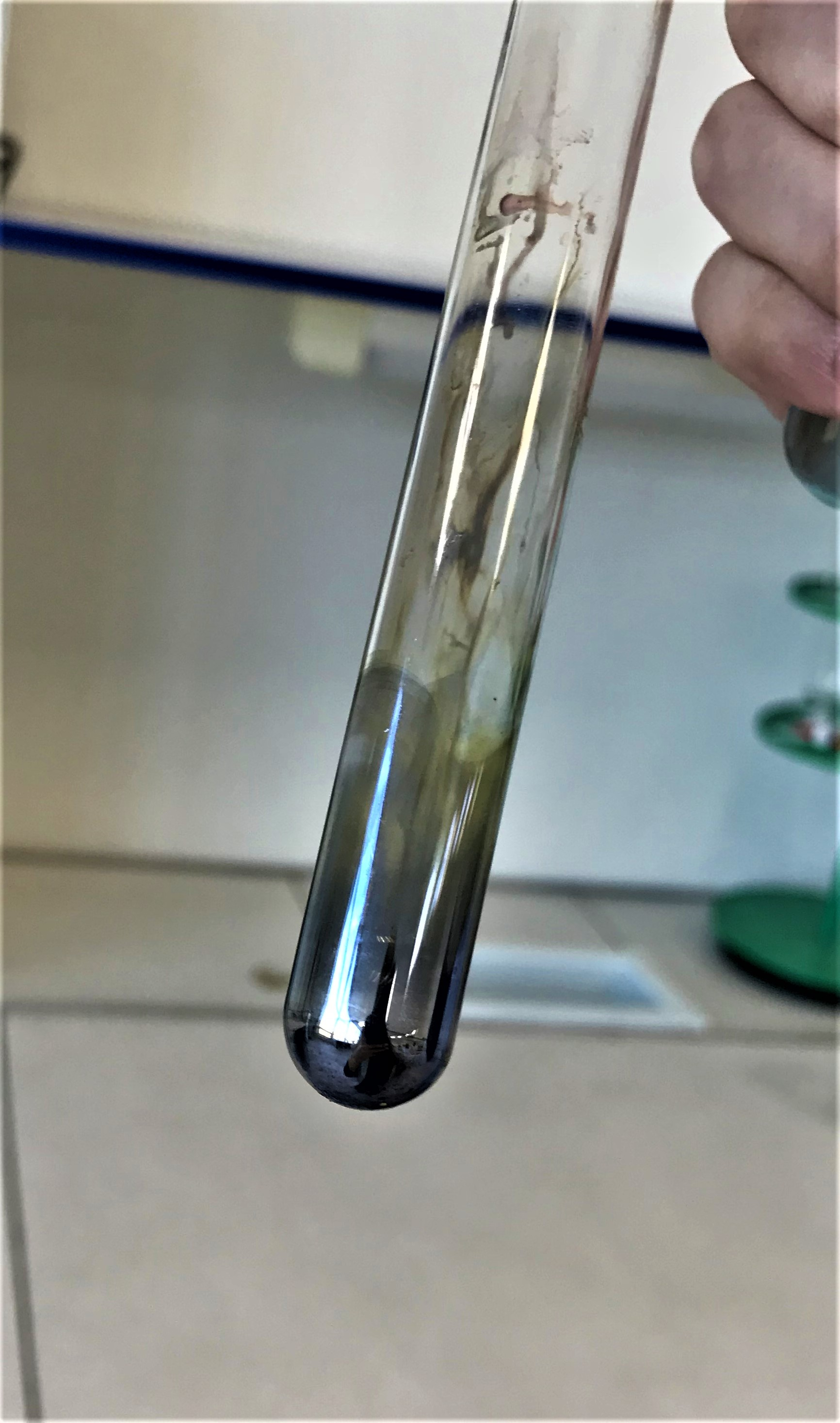
نقره‌اندود در درون یک لوله آزمایش شیشه‌ای

نقره‌کاری یا نقره‌اندود کردن (به انگلیسی: Silvering) فرایند شیمیایی پوشش دادن یک بستر نارسانا مانند شیشه با ماده بازتابنده برای تولید آینه است. در حالی که فلز اغلب نقره است، این اصطلاح برای استفاده از هر فلز بازتابنده دیگر نیز به کار می‌رود.

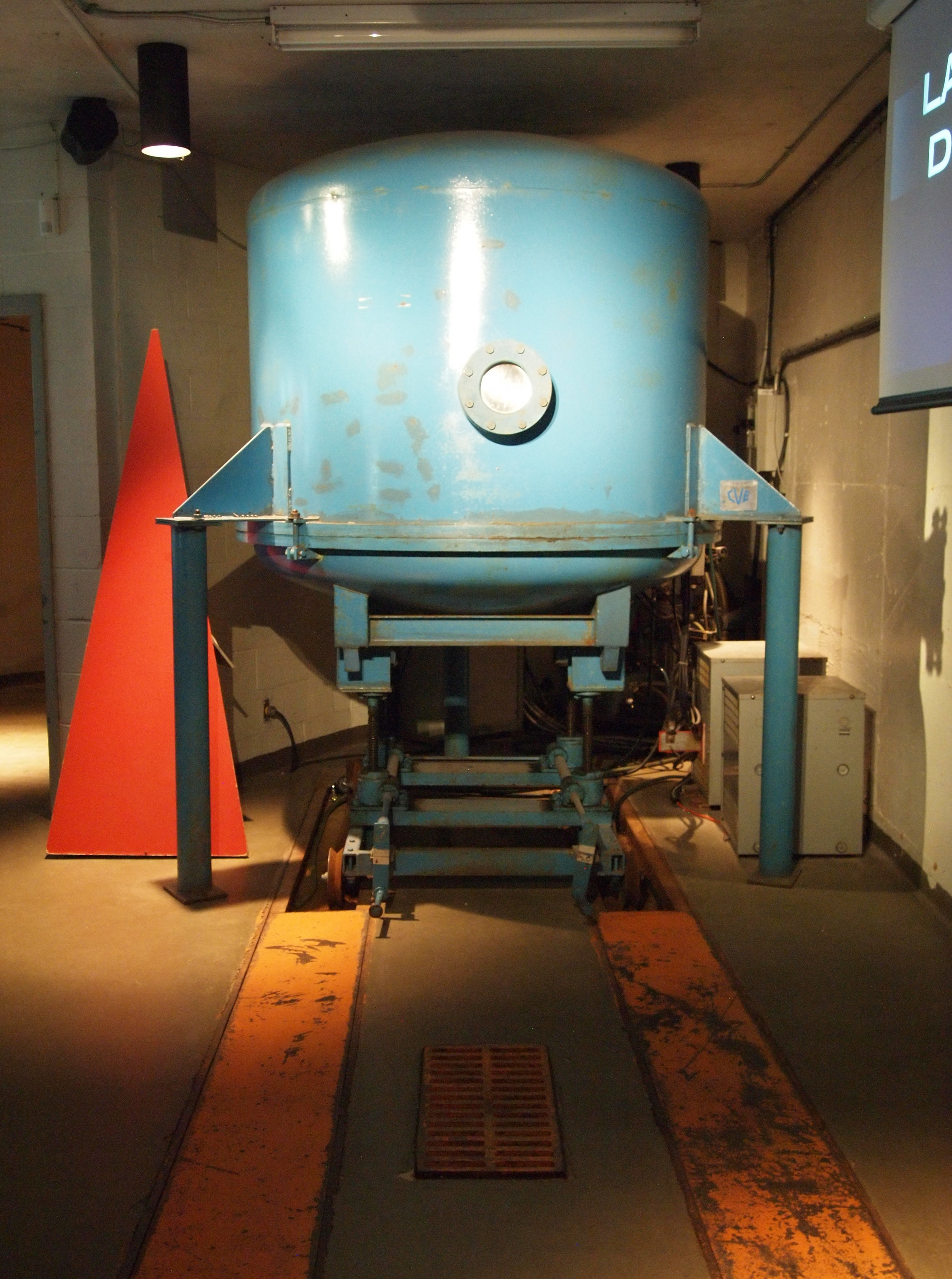
آلومینیوم‌اندود در رصدخانه مونت مگانتیک برای پوشش دوباره آینه‌های تلسکوپ استفاده می‌شود.

مصر بطلمیوسی آینه‌های شیشه‌ای کوچکی ساخته بود که از سرب، قلع یا آنتیموان پشتیبانی می‌کردند. در آغاز سدهٔ دهم، دانشمند ایرانی الرازی، روش‌های نقره‌اندود و طلاکاری را در کتابی دربارهٔ کیمیاگری شرح داده است. اما این کار به منظور ساخت آینه انجام نشده است.